# هنري أوزوالد رايت
هنري أوزوالد رايت هو سياسي كندي، ولد في 20 نوفمبر 1880، وتوفي في 1963. انتخب عضو مجلس العموم الكندي.